# ستيفن غرينفل
ستيفن غرينفل (بالإنجليزية: Stephen Grenfell)‏ هو لاعب كرة قدم بريطاني، ولد في 27 أكتوبر 1966 في Enfield, London ‏ في المملكة المتحدة. لعب مع توتنهام هوتسبير وكولتشستر يونايتد.